# عتيق بنشيكر
عتيق بنشيكر (مواليد سنة 1960) هو إعلامي ومقدم برامج مغربي، يُعتبر من أفضل مقدمي البرامج ومن رواد المجال الإعلامي في المغرب، قدم عدة برامج نالت شهرة كبيرة من بينها برنامج مسار الذي يكرم كل شهر وجه من الوجوه البارزة في مختلف الميادين في الساحة الوطنية.

## حياته
ولد عتيق بنشيكر بالمدينة القديمة بمدينة الرباط عام 1960 ، تلقى تربية دينية حيث حصل على شهادة من دار القرآن سنة 1978 قبل أن ينضم سنة 1984 إلى التلفزة المغربية ، وفي سنة 1989 كان من بين أول المنضمين إلى القناة الثانية دوزيم والتي لايزال يبدع فيها إلى الآن ببرامج مهمة ومؤثرة في الساحة الوطنية